# Michael Grabner
Michael René Grabner (* 5. Oktober 1987 in Villach) ist ein ehemaliger österreichischer Eishockeyspieler, der im Verlauf seiner aktiven Karriere zwischen 2003 und 2020 unter anderem 680 Spiele für die Vancouver Canucks, New York Islanders, Toronto Maple Leafs, New York Rangers, New Jersey Devils und Arizona Coyotes in der National Hockey League (NHL) auf der Position des rechten Flügelstürmers bestritten hat.

## Karriere

### Jugend
Grabner begann seine Karriere beim EC VSV, wo er in der Saison 2003/04 im Alter von nur 16 Jahren in der Kampfmannschaft debütierte. In derselben Saison spielte er für Österreich bei der U18-Weltmeisterschaft. Nach dieser Saison wechselte er zu den Spokane Chiefs in die Western Hockey League, die ihn in der ersten Runde des CHL Import Draft an Position 22 gezogen hatten.

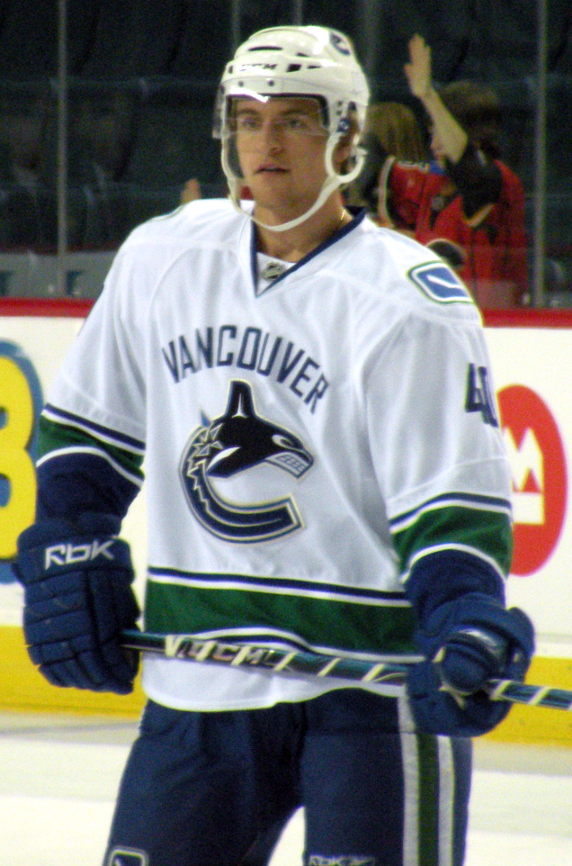
Grabner im Trikot der Vancouver Canucks

Zwar verpasste er mit seiner Mannschaft in beiden bisherigen Saisons die Playoffs der WHL, trotzdem konnte er speziell in der Saison 2005/06, wo er in 67 Spielen 36 Tore und 14 Assists verbuchte, die NHL-Beobachter auf sich aufmerksam machen. Mit Platz 15 im Nordamerika-Ranking war er das aussichtsreichste österreichische Talent im NHL Entry Draft 2006 und wurde in der ersten Runde als Nummer 14 von den Vancouver Canucks gezogen. In seinem ersten Vorbereitungsspiel für die Canucks, erzielte er auch gleich ein Tor. Nach einer Saison bei den Spokane Chiefs stand Grabner 2007 wieder im Trainings-Camp der Vancouver Canucks. Beim 4:0 in einem Vorbereitungsspiel gegen die Calgary Flames am 19. September 2007 steuerte Grabner einen Treffer und einen Assist bei und wurde zum zweitbesten Spieler des Abends gewählt.

### NHL
Nach guten Leistungen beim Farmteam wurde Grabner am 14. Oktober 2009 in den Kader der Vancouver Canucks berufen, wo er den verletzten schwedischen Flügelspieler Daniel Sedin ersetzen sollte. Genau eine Woche später erzielte er aus einer Powerplay-Situation heraus seinen ersten Treffer in der NHL. Der gegnerische Torwart Antti Niemi war dabei chancenlos; das Spiel endete in einem 3:2-Sieg über die Chicago Blackhawks. Anfang November erlitt er beim Aufwärmen vor dem Spiel gegen die Atlanta Thrashers einen Knöchelbruch, der ihn zu einer mehrwöchigen Pause zwang. Nach der Verletzung musste er erneut ins Farmteam nach Manitoba, bis er schließlich Mitte März wieder in den NHL-Kader berufen wurde. Den ersten NHL-Hattrick seiner Karriere erzielte er dann beim 5:4-Sieg der Canucks nach Penaltyschießen in Anaheim am 2. April 2010. Seinen ersten Playoff-Treffer in der NHL erzielte er am 1. Mai 2010 beim 5:1-Erfolg bei den Chicago Blackhawks.
Nach der Saison 2009/10 wechselte Grabner im Zuge eines Tauschgeschäfts zu den Florida Panthers. Nach den Vorbereitungsspielen wurde er jedoch aus dem NHL-Team gestellt und zu Floridas Farmteam, den Rochester Americans, in die American Hockey League gesendet. Noch bevor er in das Kontingent aufgenommen wurde, nutzte General Manager Garth Snow die Chance, den Flügelstürmer noch vor Ablauf der Waiver-Frist in den Kader der New York Islanders zu holen. In seiner Rookiesaison wusste er zu überzeugen und war mit 34 Toren bester Torschütze unter den Rookies. Im Saisonverlauf hatte er sechs Unterzahltore erzielt, dies waren die zweitmeisten in dieser Spielzeit nach Frans Nielsen (7). Grabner war mit 52 Punkten insgesamt viertbester Scorer der Islanders, die abermals die Teilnahme an den Playoffs verpassten. Nach Abschluss der regulären Saison wurde der Österreicher gemeinsam mit Logan Couture und Jeff Skinner für die Calder Memorial Trophy nominiert.
Im Mai 2011 verlängerte Grabner seinen Kontrakt bei den New York Islanders um fünf Jahre bis Ende Juni 2016. Im September 2015 wurde er allerdings an die Toronto Maple Leafs abgegeben, die im Gegenzug Taylor Beck, Carter Verhaeghe, Tom Nilsson, Matthew Finn und Christopher Gibson nach New York transferierten. Sein am Ende der Spielzeit 2015/16 auslaufender Vertrag wurde von den Maple Leafs nicht verlängert, sodass er sich im Juli 2016 als Free Agent den New York Rangers anschloss. In der Hauptrunde 2016/17 führte Michael Grabner zeitweise die Torschützenliste der NHL an und beendete die reguläre Saison mit 27 Toren und 13 Assists.
Im Februar 2018 gaben ihn die Rangers kurz vor der Trade Deadline an die New Jersey Devils ab und erhielten im Gegenzug Jegor Rykow und ein Zweitrunden-Wahlrecht für den NHL Entry Draft 2018. Grabner hatte bis zu diesem Zeitpunkt 56 Tore sowie 21 Assists für die Rangers erzielt und ist einer von nur elf Spielern, welche bei allen drei NHL-Clubs des Großraumes New Yorks unter Vertrag standen. Die Devils verlängerten seinen im Sommer 2018 auslaufenden Vertrag nicht, sodass er im Juli 2018 einen Dreijahresvertrag bei den Arizona Coyotes unterzeichnete. Nach zwei Jahren mit durchschnittlichen Leistungen wurde ihm sein verbleibendes Vertragsjahr im Oktober 2020 ausbezahlt (buy-out). Daraufhin beendete Grabner seine aktive Karriere.

### International
Grabner nahm mit Österreich an den Olympischen Winterspielen 2014 in Sotschi teil. Er erzielte einen Hattrick gegen Finnland und zwei weitere Tore im letzten Gruppenspiel gegen Norwegen, wo er auch eine Torvorbereitung gegeben hat. Am Ende standen fünf Tore und ein Assist zu Buche, was ihm insgesamt den fünften Platz in der Scorerwertung einbrachte. Zudem wurde er auch, gemeinsam mit Phil Kessel vom Team USA Torschützenkönig des Turniers. Damit ist er der erste Österreicher der in einem der zwei wichtigsten Wettbewerbe, Weltmeisterschaft bzw. Olympische Spiele, in der Torschützenliste ganz vorne stand.

## Erfolge und Auszeichnungen
- 2006 Teilnahme am CHL Top Prospects Game
- 2011 Teilnahme an der NHL All-Star Game SuperSkills Competition
- 2011 NHL-Rookie des Monats Februar
- 2011 NHL All-Rookie Team

### International
- 2009 Topscorer der Qualifikation zu den Olympischen Winterspielen, Gruppe E
- 2009 Bester Torschütze der Qualifikation zu den Olympischen Winterspielen, Gruppe E
- 2012 Aufstieg in die Top-Division bei der Weltmeisterschaft der Division IA
- 2014 Bester Torschütze der Olympischen Winterspiele (gemeinsam mit Phil Kessel)

## Karrierestatistik

### International
Vertrat Österreich bei:
| - U18-Junioren-Weltmeisterschaft der Division I 2004 - U20-Junioren-Weltmeisterschaft der Division I 2005 - U18-Junioren-Weltmeisterschaft der Division I 2005 - Qualifikation zu den Olympischen Winterspielen 2010 | - Weltmeisterschaft der Division I 2012 - Olympischen Winterspielen 2014 - Qualifikation zu den Olympischen Winterspielen 2018 |

(Legende zur Spielerstatistik: Sp oder GP = absolvierte Spiele; T oder G = erzielte Tore; V oder A = erzielte Assists; Pkt oder Pts = erzielte Scorerpunkte; SM oder PIM = erhaltene Strafminuten; +/− = Plus/Minus-Bilanz; PP = erzielte Überzahltore; SH = erzielte Unterzahltore; GW = erzielte Siegtore; 1 Play-downs/Relegation; Kursiv: Statistik nicht vollständig)